# Monster Rancher EVO
Monster Rancher EVO (モンスターファーム5: サーカス キャラバン, Monsutā Fāmu Faibu: Sākasu Kyaraban) est un jeu vidéo sur PlayStation 2 issu de la série de jeux vidéo Monster Rancher, publié en 2005 au Japon et en Amérique du Nord.

## Synopsis
Le cirque Orcoro est un groupe qui se réunit pour apporter de la joie sur les visages des gens. Julio, un jeune garçon du cirque Orcoro, veut devenir un éleveur de monstres professionnel et célèbre. Un jour, après une représentation, une belle fille mystérieuse dotée de pouvoirs spéciaux, nommée Nayuta, est venue forcer l'entrée de la troupe du cirque.
L'interaction avec les PNJ est la clé pour avancer dans l'histoire. Chacune des sept villes que le joueur visite a ses propres problèmes. Dans chaque village, il y a une guilde. À la guilde, Julio accepte les missions que lui confie le maître de la guilde et qui sont définies par les villageois. Les récompenses pour les missions sont de l'or, des objets et des monstres rares.

## Accueil
Le jeu reçoit des critiques « mitigées » selon l'agrégateur Metacritic. Au Japon, le magazine Famitsu lui attribue un sept, un huit et deux sept pour un total de 29 sur 40. 